# 蒂普頓 (加利福尼亞州)
蒂普頓（英語：Tipton）是位於美國加利福尼亞州圖萊里縣的一個人口普查指定地區。

## 地理
蒂普頓的座標為36°03′33″N 119°18′37″W / 36.05917°N 119.31028°W，而該地最高點為海拔高度84米（即276英尺）。

## 人口
根據2010年美國人口普查的數據，蒂普頓的面積為2.615平方千米，當中陸地面積為2.615平方千米，而水域面積為0.000平方千米。當地共有人口2543人，而人口密度為每平方千米972人。